# Super League 2023 (Cina)
La Chinese Super League 2023, nota come Ping An Chinese Super League 2023 per ragioni di sponsorizzazione, è la 64ª edizione del massimo livello del campionato cinese di calcio, disputato tra il 15 aprile 2023 e il 4 novembre 2023. Il Wuhan San Zhen è il campione in carica.

## Stagione

### Novità
- Promosse dalla League One:
  - Kunshan
  - Qingdao Hainiu
  - Nantong Zhiyun
- Retrocesse in League One:
  - Wuhan Yangtze River
  - Guangzhou
  - Hebei FC

### Aggiornamenti
Prima dell'inizio del campionato, il 29 marzo 2023, la CFA ha confermato che due squadre non si sono iscritte al torneo e hanno cessato le attività: il Guangzhou Cheng e il neopromosso Kunshan . In seguito alle due defezioni (alle quali si aggiungono quelle delle neoretrocesse Hebei e Wuhan Yangtze River, che quindi non potevano essere ripescate), il campionato è stato ridimensionato da 18 a 16 squadre.
Il 7 aprile 2023 l'Henan Songshan Longmen ha cambiato il suo nome in Henan.

### Formula
Le 16 squadre partecipanti giocano un girone all'italiana, con partite di andata e ritorno per un totale di 30 giornate. Le prime due classificate si qualificano per la AFC Champions League 2024-2025, mentre la terza classificata per la competizione continentale asiatica di secondo livello.
Le squadre possono registrare un massimo di 5 giocatori stranieri, con l'aggiunta di un sesto che sia proveniente da Hong Kong, Macao o Taiwan.

## Squadre partecipanti
| Club                  | Stagione | Città     | Stadio                                               | Stagione 2022             |
| --------------------- | -------- | --------- | ---------------------------------------------------- | ------------------------- |
| Beijing Guoan         |          | Pechino   | Stadio dei Lavoratori di Pechino                     | 7º posto in Super League  |
| Cangzhou Mighty Lions |          | Cangzhou  | Stadio Cangzhou                                      | 12º posto in Super League |
| Changchun Yatai       |          | Changchun | Stadio municipale di Changchun                       | 13º posto in Super League |
| Chengdu Rongcheng     |          | Chengdu   | Chengdu Phoenix Hill Football Stadium                | 5º posto in Super League  |
| Dalian Pro            |          | Dalian    | Stadio del Centro sportivo di Dalian                 | 11º posto in Super League |
| Henan                 |          | Zhengzhou | Stadio Hanghai di Zhengzhou                          | 6º posto in Super League  |
| Meizhou Hakka         |          | Meizhou   | Huitang Stadium                                      | 9º posto in Super League  |
| Nantong Zhiyun        |          | Rugao     | Rugao Olympic Sports Center                          | 3º posto in CL1           |
| Qingdao Hainiu        |          | Tsingtao  | Qingdao Youth Football Stadium                       | 2º posto in CL1           |
| Shandong Taishan      |          | Jinan     | Stadio del Centro sportivo olimpico di Jinan         | 2º posto in Super League  |
| Shanghai Port         | dettagli | Shanghai  | Stadio calcistico di Pudong                          | 4º posto in Super League  |
| Shanghai Shenhua      |          | Shanghai  | Stadio di Shanghai                                   | 10º posto in Super League |
| Shenzhen              |          | Shenzhen  | Stadio del Centro sportivo universitario di Shenzhen | 14º posto in Super League |
| Tianjin Jinmen Tiger  |          | Tientsin  | Stadio del Centro olimpico di Tientsin               | 8º posto in Super League  |
| Wuhan Three Towns     |          | Wuhan     | Wuhan Sports Center                                  | Campione di Cina          |
| Zhejiang Pro          |          | Hangzhou  | Huzhou Olympic Sports Centre                         | 3º posto in Super League  |

## Allenatori e primatisti
| Squadra               | Allenatore                                                                   | Calciatore più presente                                 | Cannoniere                      |
| --------------------- | ---------------------------------------------------------------------------- | ------------------------------------------------------- | ------------------------------- |
| Beijing Guoan         | Stanley Menzo (1ª-12ª) Ricardo Soares (13ª-)                                 | Michael Ngadeu (29)                                     | Fábio Abreu (10)                |
| Cangzhou Mighty Lions | Zhao Junzhe                                                                  | Oscar Maritu (30)                                       | Deabeas Owusu-Sekyere (8)       |
| Changchun Yatai       | Chen Yang                                                                    | Wu Yake (30)                                            | Tan Long, Leonardo (10)         |
| Chengdu Rongcheng     | Seo Jung-won                                                                 | Manuel Palacios, Tim Chow (28)                          | Felipe Silva (13)               |
| Dalian Pro            | Xie Hui                                                                      | Shang Yin, Borislav Conev, Lü Peng (27)                 | César Lobi Manzoki (8)          |
| Henan                 | Sergio Zarco Diaz                                                            | Wang Guoming, Huang Zhichang (28)                       | Nemanja Čović (15)              |
| Meizhou Hakka         | Milan Ristic                                                                 | Ye Chugui (27)                                          | Tyrone Conraad (7)              |
| Nantong Zhiyun        | David Patricio (1ª-8ª) Zhu Qi (9ª-12ª) Gabri (13ª-26ª) David Patricio (27ª-) | Morelatto, Romário Baldé, Yang Ming-Yang, Liu Huan (29) | Rubilio Castillo (8)            |
| Qingdao Hainiu        | Antonio Gomez-Carreno Escalona                                               | Mu Pengfei (30)                                         | Felicio Brown, Evans Kangwa (7) |
| Shandong Taishan      | Hao Wei (1ª-7ª) Choi Kang-hee (8ª-)                                          | Pu Chen, Wang Dalei, Zheng Zheng (28)                   | Cryzan (12)                     |
| Shanghai Port         | Javier Pereira                                                               | Oscar, Wang Shenchao, Wu Lei (30)                       | Wu Lei (18)                     |
| Shanghai Shenhua      | Hao Wei                                                                      | Cephas Malele (28)                                      | Cephas Malele (11)              |
| Shenzhen              | Chen Tao (1ª-16ª) Xiang Jun (17ª-)                                           | Huang Ruifeng (29)                                      | Frank Acheampong (5)            |
| Tianjin Jinmen Tiger  | Yu Genwei                                                                    | Ba Dun (30)                                             | Robert Berič (10)               |
| Wuhan Three Towns     | Pedro Morilla (1ª-12ª) Tsutomu Takahata (13ª-)                               | Liu Dianzuo (30)                                        | Aziz (15)                       |
| Zhejiang Pro          | Jordi Vinyals                                                                | Nyasha Mushekwi, Zhao Bo (29)                           | Nyasha Mushekwi (18)            |

## Calciatori stranieri
Ogni squadra può registrare un massimo di sette calciatori stranieri (esclusi i portieri) nel corso della stagione. Un massimo di cinque giocatori stranieri possono essere registrati per ogni partita con un massimo di quattro possono essere schierati in qualsiasi momento durante la partita. Inoltre non ci sono limiti nella registrazione dei giocatori naturalizzati e non ci sono limiti nel mettere in campo giocatori naturalizzati di origine cinese. Tuttavia, solo un giocatore naturalizzato di discendenza non cinese può essere schierato come giocatore nativo, mentre gli altri giocatori naturalizzati di discendenza non cinese schierati saranno conteggiati come giocatori stranieri. Ogni club può registrare un giocatore di Hong Kong, Macao o Taiwan di origine cinese (esclusi i portieri), a condizione che sia stato registrato come calciatore professionista in una di queste tre federazioni per la prima volta nella sua carriera, come giocatore nativo.
Di seguito la tabella con tutti i calciatori stranieri di ogni squadra nella stagione 2023 (in grassetto i trasferimenti in entrata di metà stagione):
| Squadra           | Calciatori            | Calciatori          | Calciatori          | Calciatori            | Calciatori           | Calciatori                                  | Calciatori               | Calciatori   | Calciatori                          |
| Squadra           | 1°                    | 2°                  | 3°                  | 4°                    | 5°                   | Naturalizzati                               | Hong Kong, Macao, Taiwan | Riserve      | Trasferiti                          |
| ----------------- | --------------------- | ------------------- | ------------------- | --------------------- | -------------------- | ------------------------------------------- | ------------------------ | ------------ | ----------------------------------- |
| Beijing Guoan     | Kang Sang-woo         | Souza               | Michael Ngadeu      | Fábio Abreu           |                      | → Nico Yennaris                             |                          |              | Samuel Adegbenro Arijan Ademi       |
| Cangzhou Xiongshi | Oscar Maritu          | Georgiy Zhukov      | Jürgen Locadia      | Deabeas Owusu-Sekyere | Mile Škorić          |                                             |                          |              |                                     |
| Changchun Yatai   | Serginho              | Jores Okore         | Peter Zulj          | Nenad Lukić           |                      |                                             |                          |              | Leonardo                            |
| Chengdu Rongcheng | Richard Windbichler   | Rômulo              | Felipe Silva        | Kim Min-woo           | Manuel Palacios      | → Elkeson                                   | Tim Chow                 | Andrigo      |                                     |
| Dalian Pro        | Borislav Conev        | Streli Mamba        | César Lobi Manzoki  | Nemanja Bosancic      |                      |                                             | Vas Nuñez                |              |                                     |
| Henan             | Toni Šunjić           | Adrian Mierzejewski | Nemanja Čović       | Hildeberto Pereira    | Djordje Denic        |                                             |                          |              | Fernando Karanga Tomás Pina         |
| Meizhou Kejia     | Nebojša Kosović       | Rodrigo Henrique    | Rade Dugalić        | Tyrone Conraad        | Andrej Kotnik        |                                             | Yue Tze-Nam              |              | Chisom Egbuchulam Elguja Lobjanidze |
| Nantong Zhiyun    | Bressan               | Rubilio Castillo    | Romário Baldé       | Morelatto             | David Puclin         | → Wang Jiahao → Qiu Zongyi → Yang Ming-Yang |                          | Oumar Camara | Ngai Hoi Li'                        |
| Qingdao Hainiu    | Aleksandar Andrejević | Elvis Sarić         | Felicio Brown       | Evans Kangwa          | Marko Šarić          |                                             | Wang Chien-ming          |              | Serge Tabekou                       |
| Shandong Taishan  | Marouane Fellaini     | Moisés              | Jadson              | Crysan                | Matheus Pato         | → Fernandinho                               |                          |              | → Pedro Delgado Son Jun-oh          |
| Shanghai Haigang  | Oscar                 | Issa Kallon         | Matías Vargas       | Markus Pink           | Lucas João           | → Tyias Browning                            |                          |              | Cherif Ndiaye Paulinho              |
| Shanghai Shenhua  | Christian Bassogog    | Macario Hing-Glover | Ibrahim Amadou      | Cephas Malele         | João Carlos Teixeira | → Dai Wai Tsun                              |                          |              |                                     |
| Shenzhen          | Frank Acheampong      | Romain Alessandrini | Mubarak Wakaso      |                       |                      |                                             | Will Donkin              |              | → Dai Wai Tsun                      |
| Tianjin Jinmen Hu | David Andújar         | Fran Mérida         | Farley Rosa         | Robert Berič          | Petăr Vitanov        |                                             |                          |              |                                     |
| Wuhan San Zhen    | Aziz                  | Davidson            | Park Ji-soo         | Marcão                |                      | → Denny Wang                                |                          |              | Nicolae Stanciu Ademilson Wallace   |
| Zhejiang Zhiye    | Nyasha Mushekwi       | Lucas Possignolo    | Franko Andrijasevic | Jean Evrard Kouassi   | Leonardo             | → Alexander N'Doumbou                       | Nok Hang Leung           |              |                                     |

## Classifica Finale
|                 | Pos. | Squadra           | Pt | G  | V  | N  | P  | GF | GS | DR  |
| --------------- | ---- | ----------------- | -- | -- | -- | -- | -- | -- | -- | --- |
| Cina (bandiera) | 1.   | Shanghai Haigang  | 63 | 30 | 19 | 6  | 5  | 61 | 30 | +31 |
|                 | 2.   | Shandong Taishan  | 58 | 30 | 16 | 10 | 4  | 59 | 25 | +34 |
|                 | 3.   | Zhejiang Zhiye    | 55 | 30 | 16 | 7  | 7  | 57 | 34 | +23 |
|                 | 4.   | Chengdu Rongcheng | 53 | 30 | 15 | 8  | 7  | 51 | 32 | +19 |
| [ 3 ]           | 5.   | Shanghai Shenhua  | 52 | 30 | 15 | 7  | 8  | 34 | 31 | +3  |
|                 | 6.   | Beijing Guoan     | 51 | 30 | 14 | 9  | 7  | 53 | 35 | +18 |
|                 | 7.   | Wuhan San Zhen    | 51 | 30 | 14 | 9  | 7  | 51 | 35 | +16 |
|                 | 8.   | Tianjin Jinmen Hu | 48 | 30 | 11 | 15 | 4  | 40 | 29 | +11 |
|                 | 9.   | Changchun Yatai   | 39 | 30 | 10 | 9  | 11 | 44 | 48 | -4  |
|                 | 10.  | Henan             | 36 | 30 | 9  | 9  | 12 | 38 | 39 | -1  |
|                 | 11.  | Meizhou Kejia     | 34 | 30 | 9  | 7  | 14 | 42 | 54 | -12 |
|                 | 12.  | Cangzhou Xiongshi | 31 | 30 | 8  | 7  | 15 | 29 | 60 | -31 |
|                 | 13.  | Qingdao Hainiu    | 28 | 30 | 7  | 7  | 16 | 34 | 45 | -11 |
|                 | 14.  | Nantong Zhiyun    | 22 | 30 | 4  | 10 | 16 | 26 | 42 | -16 |
|                 | 15.  | Dalian Pro        | 20 | 30 | 3  | 11 | 16 | 25 | 47 | -22 |
|                 | 16.  | Shenzhen          | 12 | 30 | 3  | 3  | 24 | 22 | 79 | -57 |

Legenda:

      Campione della Cina e ammessa alla fase a gironi della AFC Champions League Elite 2024-2025.
       Ammessa alla fase a gironi della AFC Champions League Elite 2024-2025
       Ammessa agli spareggi della AFC Champions League Elite 2024-2025.
       Ammessa alla fase a gironi della AFC Champions League 2 2024-2025. 
      Retrocessa in China League One 2024.
Regolamento:
Tre punti a vittoria, uno a pareggio, zero a sconfitta.
In caso di arrivo di due o più squadre a pari punti, la graduatoria verrà stilata secondo la classifica avulsa tra le squadre interessate che prevede, in ordine, i seguenti criteri:
- Punti negli scontri diretti.
- Differenza reti negli scontri diretti.
- Differenza reti generale.
- Reti realizzate in generale.
- Sorteggio.

Note:

## Squadra campione
| Formazione tipo (4-2-3-1) | Giocatori (presenze)          |
| --- | ----------------------------- |
| Yan J. Zhang L. T. Browning Li A. Wang S. M. Mozhapa Cai H. Oscar I. Kallon Lü W. Wu L. | Yan Junling (29)              |
| Yan J. Zhang L. T. Browning Li A. Wang S. M. Mozhapa Cai H. Oscar I. Kallon Lü W. Wu L. | Zhang Linpeng (25)            |
| Yan J. Zhang L. T. Browning Li A. Wang S. M. Mozhapa Cai H. Oscar I. Kallon Lü W. Wu L. | Tyias Browning (24)           |
| Yan J. Zhang L. T. Browning Li A. Wang S. M. Mozhapa Cai H. Oscar I. Kallon Lü W. Wu L. | Li Ang (21)                   |
| Yan J. Zhang L. T. Browning Li A. Wang S. M. Mozhapa Cai H. Oscar I. Kallon Lü W. Wu L. | Wang Shenchao (30)            |
| Yan J. Zhang L. T. Browning Li A. Wang S. M. Mozhapa Cai H. Oscar I. Kallon Lü W. Wu L. | Murehemaitijiang Mozhapa (25) |
| Yan J. Zhang L. T. Browning Li A. Wang S. M. Mozhapa Cai H. Oscar I. Kallon Lü W. Wu L. | Cai Huikang (25)              |
| Yan J. Zhang L. T. Browning Li A. Wang S. M. Mozhapa Cai H. Oscar I. Kallon Lü W. Wu L. | Issa Kallon (23)              |
| Yan J. Zhang L. T. Browning Li A. Wang S. M. Mozhapa Cai H. Oscar I. Kallon Lü W. Wu L. | Oscar (30)                    |
| Yan J. Zhang L. T. Browning Li A. Wang S. M. Mozhapa Cai H. Oscar I. Kallon Lü W. Wu L. | Lü Wenjun (28)                |
| Yan J. Zhang L. T. Browning Li A. Wang S. M. Mozhapa Cai H. Oscar I. Kallon Lü W. Wu L. | Wu Lei (30)                   |
| Yan J. Zhang L. T. Browning Li A. Wang S. M. Mozhapa Cai H. Oscar I. Kallon Lü W. Wu L. | Allenatore: Javier Pereira    |
| Altri giocatori: Xu Xin (23), Matías Vargas (22), Li Shuai (20), Wei Zhen (19), Markus Pink (15), Yang Shiyuan (13), Paulinho (13), Li Shenglong (11), Liu Xiaolong (9), Lucas João (9), He Guan (5), Yu Hai (5), Li Shenyuan (4), Feng Jin (3), Haliq Ablaham (1), Liu Zhurun (1), Zhang Huachen (1), Chen Wei (1). |                               |

## Risultati

### Tabellone
|                      | Bei  | Can  | Cha  | Che  | Dal  | Hen  | Mei  | Nan  | Qin  | ShT  | SPo  | SSh  | She  | Tia  | WTT  | Zhe  |
| -------------------- | ---- | ---- | ---- | ---- | ---- | ---- | ---- | ---- | ---- | ---- | ---- | ---- | ---- | ---- | ---- | ---- |
| Beijing Guoan        | –––– | 6-2  | 4-3  | 2-3  | 2-0  | 3-1  | 1-1  | 1-0  | 2-0  | 0-0  | 1-2  | 2-1  | 5-0  | 1-1  | 1-1  | 0-1  |
| Cangzhou             | 1-5  | –––– | 2-4  | 2-1  | 2-1  | 0-1  | 0-1  | 1-1  | 0-0  | 1-1  | 0-1  | 0-1  | 1-0  | 1-1  | 2-1  | 2-1  |
| Changchun Yatai      | 1-1  | 3-1  | –––– | 1-0  | 3-2  | 3-1  | 2-4  | 1-1  | 1-0  | 0-3  | 0-3  | 1-1  | 4-1  | 1-1  | 3-4  | 2-2  |
| Chengdu Rongcheng    | 0-1  | 2-1  | 2-2  | –––– | 4-1  | 2-0  | 3-0  | 1-0  | 3-2  | 2-2  | 2-1  | 2-1  | 4-0  | 0-0  | 0-1  | 1-2  |
| Dalian Pro           | 2-2  | 1-1  | 0-0  | 0-0  | –––– | 0-3  | 1-1  | 2-1  | 1-1  | 0-0  | 2-3  | 2-1  | 2-1  | 0-1  | 0-3  | 1-2  |
| Henan                | 0-1  | 6-0  | 1-1  | 1-1  | 1-0  | –––– | 2-1  | 1-1  | 0-0  | 0-1  | 3-1  | 3-0  | 3-1  | 1-0  | 1-1  | 2-2  |
| Meizhou Hakka        | 3-1  | 2-3  | 4-2  | 3-1  | 2-1  | 0-0  | –––– | 0-4  | 1-0  | 2-1  | 0-2  | 0-1  | 5-1  | 1-1  | 1-2  | 1-1  |
| Nantong Zhiyun       | 0-1  | 1-2  | 0-1  | 0-2  | 1-1  | 1-0  | 2-2  | –––– | 1-0  | 1-1  | 0-1  | 0-1  | 1-1  | 1-2  | 0-5  | 1-2  |
| Qingdao Hainiu       | 3-1  | 1-1  | 1-0  | 3-2  | 2-2  | 2-0  | 2-0  | 3-1  | –––– | 0-1  | 0-5  | 0-1  | 5-0  | 1-4  | 0-3  | 2-2  |
| Shandong Taishan     | 3-0  | 4-0  | 4-1  | 0-1  | 2-0  | 5-1  | 6-1  | 1-1  | 4-2  | –––– | 1-1  | 3-0  | 3-0  | 1-0  | 2-1  | 2-1  |
| Shanghai Port        | 1-2  | 3-0  | 2-0  | 0-1  | 1-1  | 3-2  | 1-1  | 2-1  | 2-1  | 1-1  | –––– | 1-1  | 3-2  | 2-1  | 3-1  | 3-4  |
| Shanghai Shenhua     | 1-1  | 2-0  | 1-0  | 1-1  | 1-0  | 1-1  | 2-1  | 1-0  | 1-0  | 1-0  | 0-5  | –––– | 3-0  | 1-2  | 1-1  | 1-2  |
| Shenzhen             | 0-3  | 0-1  | 0-1  | 0-3  | 2-1  | 1-1  | 3-2  | 0-1  | 2-1  | 1-2  | 1-4  | 1-3  | –––– | 0-2  | 1-3  | 0-5  |
| Tianjin Jinmen Tiger | 0-0  | 1-1  | 0-0  | 2-2  | 1-0  | 1-0  | 3-1  | 1-1  | 3-2  | 3-3  | 0-0  | 1-1  | 3-3  | –––– | 1-1  | 2-1  |
| Wuhan Three Towns    | 1-1  | 2-0  | 2-1  | 3-3  | 0-0  | 4-2  | 2-1  | 4-2  | 1-0  | 1-1  | 0-2  | 1-2  | 1-0  | 0-1  | –––– | 0-0  |
| Zhejiang Pro         | 3-2  | 6-1  | 0-2  | 0-2  | 3-0  | 3-0  | 3-0  | 1-1  | 0-0  | 2-1  | 1-2  | 0-1  | 3-0  | 2-1  | 2-1  | –––– |

## Statistiche

### Squadre

#### Capoliste solitarie
|    | —— | —— | —— | ——        | ——        | —— | ——            | ——            | ——            | ——            | ——            | ——            | ——            | ——            | ——            | ——            | ——            | ——            | ——            | ——            | ——            | ——            | ——            | ——            | ——            | ——            | ——            | ——            | ——            | —— |  |
|    |    |    |    | S.Shenhua | S.Shenhua |    | Shanghai Port | Shanghai Port | Shanghai Port | Shanghai Port | Shanghai Port | Shanghai Port | Shanghai Port | Shanghai Port | Shanghai Port | Shanghai Port | Shanghai Port | Shanghai Port | Shanghai Port | Shanghai Port | Shanghai Port | Shanghai Port | Shanghai Port | Shanghai Port | Shanghai Port | Shanghai Port | Shanghai Port | Shanghai Port | Shanghai Port |    |  |
|    |    |    |    |           |           |    |               |               |               |               |               |               |               |               |               |               |               |               |               |               |               |               |               |               |               |               |               |               |               |    |  |
|    |    |    |    |           |           |    |               |               |               |               |               |               |               |               |               |               |               |               |               |               |               |               |               |               |               |               |               |               |               |    |  |
| 1ª | 2ª | 3ª | 4ª | 5ª        | 6ª        | 7ª | 8ª            | 9ª            | 10ª           | 11ª           | 12ª           | 13ª           | 14ª           | 15ª           | 16ª           | 17ª           | 18ª           | 19ª           | 20ª           | 21ª           | 22ª           | 23ª           | 24ª           | 25ª           | 26ª           | 27ª           | 28ª           | 29ª           | 30ª           |    |  |

#### Classifica in divenire
|               | 1ª | 2ª | 3ª | 4ª | 5ª | 6ª | 7ª | 8ª | 9ª | 10ª | 11ª | 12ª | 13ª | 14ª | 15ª | 16ª | 17ª | 18ª | 19ª | 20ª | 21ª | 22ª | 23ª | 24ª | 25ª | 26ª | 27ª | 28ª | 29ª | 30ª |
|               |    |    |    |    |    |    |    |    |    |     |     |     |     |     |     |     |     |     |     |     |     |     |     |     |     |     |     |     |     |     |
| ------------- | -- | -- | -- | -- | -- | -- | -- | -- | -- | --- | --- | --- | --- | --- | --- | --- | --- | --- | --- | --- | --- | --- | --- | --- | --- | --- | --- | --- | --- | --- |
| Beijing G.    | 1  | 2  | 2  | 3  | 6  | 7  | 10 | 11 | 14 | 14  | 17  | 18  | 18  | 21  | 24  | 24  | 25  | 28  | 28  | 31  | 32  | 35  | 38  | 41  | 41  | 42  | 45  | 48  | 48  | 51  |
| Cangzhou      | 1  | 1  | 1  | 2  | 5  | 6  | 7  | 7  | 7  | 10  | 10  | 13  | 13  | 16  | 17  | 18  | 21  | 21  | 24  | 27  | 30  | 30  | 30  | 30  | 30  | 30  | 30  | 30  | 30  | 31  |
| Changchun     | 3  | 6  | 6  | 7  | 10 | 10 | 11 | 14 | 17 | 17  | 17  | 20  | 20  | 23  | 23  | 24  | 25  | 26  | 27  | 28  | 28  | 31  | 34  | 34  | 34  | 35  | 38  | 38  | 39  | 39  |
| Chengdu       | 1  | 4  | 5  | 8  | 11 | 12 | 13 | 14 | 17 | 20  | 23  | 24  | 27  | 27  | 27  | 30  | 30  | 33  | 33  | 33  | 36  | 36  | 36  | 37  | 40  | 43  | 44  | 47  | 50  | 53  |
| Dalian Pro    | 3  | 3  | 4  | 5  | 5  | 6  | 6  | 6  | 6  | 6   | 6   | 7   | 8   | 9   | 10  | 11  | 12  | 12  | 12  | 15  | 15  | 18  | 18  | 18  | 18  | 19  | 19  | 19  | 20  | 20  |
| Henan         | 1  | 2  | 2  | 3  | 3  | 4  | 4  | 7  | 7  | 8   | 11  | 12  | 15  | 15  | 15  | 15  | 15  | 16  | 19  | 19  | 19  | 22  | 25  | 28  | 31  | 32  | 32  | 35  | 36  | 36  |
| Meizhou H.    | 1  | 1  | 1  | 2  | 5  | 8  | 8  | 8  | 9  | 9   | 9   | 9   | 9   | 10  | 13  | 16  | 16  | 16  | 19  | 19  | 22  | 25  | 26  | 26  | 29  | 30  | 33  | 34  | 34  | 34  |
| Nantong       | 0  | 1  | 4  | 5  | 5  | 5  | 5  | 6  | 6  | 6   | 9   | 9   | 9   | 10  | 11  | 12  | 13  | 14  | 14  | 15  | 16  | 16  | 19  | 19  | 19  | 19  | 19  | 19  | 22  | 22  |
| Qingdao H.    | 0  | 1  | 4  | 4  | 4  | 4  | 7  | 8  | 8  | 8   | 8   | 8   | 8   | 9   | 10  | 13  | 16  | 16  | 16  | 19  | 19  | 19  | 20  | 23  | 23  | 26  | 26  | 26  | 27  | 28  |
| Shandong      | 0  | 1  | 4  | 5  | 5  | 6  | 7  | 8  | 11 | 14  | 17  | 18  | 21  | 22  | 25  | 28  | 29  | 29  | 32  | 35  | 35  | 38  | 41  | 44  | 47  | 48  | 51  | 54  | 55  | 58  |
| S. Port       | 3  | 6  | 9  | 10 | 11 | 14 | 17 | 20 | 23 | 26  | 26  | 29  | 32  | 33  | 34  | 37  | 40  | 43  | 46  | 49  | 52  | 52  | 53  | 53  | 56  | 56  | 59  | 59  | 60  | 63  |
| S. Shenhua    | 3  | 6  | 9  | 10 | 13 | 16 | 17 | 18 | 18 | 19  | 22  | 25  | 28  | 28  | 31  | 31  | 34  | 35  | 35  | 35  | 38  | 41  | 41  | 42  | 42  | 45  | 48  | 51  | 52  | 52  |
| Shenzhen      | 3  | 3  | 3  | 4  | 4  | 4  | 7  | 8  | 8  | 11  | 11  | 11  | 11  | 11  | 11  | 11  | 11  | 12  | 12  | 12  | 12  | 12  | 12  | 12  | 12  | 12  | 12  | 12  | 12  | 12  |
| Tianjin J. T. | 1  | 4  | 7  | 8  | 9  | 10 | 13 | 14 | 15 | 18  | 19  | 20  | 23  | 26  | 27  | 28  | 28  | 29  | 30  | 30  | 31  | 31  | 31  | 34  | 37  | 40  | 41  | 44  | 45  | 48  |
| Wuhan T. T.   | 0  | 1  | 4  | 7  | 8  | 9  | 10 | 11 | 14 | 14  | 15  | 16  | 17  | 20  | 23  | 23  | 24  | 27  | 30  | 30  | 33  | 33  | 36  | 39  | 42  | 42  | 42  | 45  | 48  | 51  |
| Zhejiang      | 0  | 0  | 0  | 0  | 1  | 4  | 4  | 5  | 8  | 11  | 14  | 15  | 18  | 18  | 18  | 19  | 22  | 25  | 28  | 31  | 32  | 35  | 36  | 39  | 42  | 45  | 48  | 49  | 52  | 55  |

#### Classifiche di rendimento

##### Rendimento andata-ritorno
| Andata               | Andata | Ritorno              | Ritorno |
| Shanghai Port        | 34     | Zhejiang Pro         | 37      |
| Shanghai Shenhua     | 31     | Shandong Taishan     | 33      |
| Chengdu Rongcheng    | 27     | Shanghai Port        | 29      |
| Tianjin Jinmen Tiger | 27     | Wuhan Three Towns    | 28      |
| Shandong Taishan     | 25     | Beijing Guoan        | 27      |
| Beijing Guoan        | 24     | Chengdu Rongcheng    | 26      |
| Wuhan Three Towns    | 23     | Shanghai Shenhua     | 21      |
| Changchun Yatai      | 23     | Tianjin Jinmen Tiger | 21      |
| Zhejiang Pro         | 18     | Henan                | 21      |
| Cangzhou             | 17     | Meizhou Hakka        | 21      |
| Henan                | 15     | Qingdao Hainiu       | 18      |
| Meizhou Hakka        | 13     | Changchun Yatai      | 16      |
| Nantong              | 11     | Cangzhou             | 14      |
| Shenzhen             | 11     | Nantong              | 11      |
| Qingdao Hainiu       | 10     | Dalian Pro           | 10      |
| Dalian Pro           | 10     | Shenzhen             | 1       |

##### Rendimento casa-trasferta
| Casa                 | Casa | Trasferta            | Trasferta |
| Shandong Taishan     | 38   | Shanghai Port        | 35        |
| Chengdu Rongcheng    | 30   | Zhejiang Pro         | 26        |
| Zhejiang Pro         | 29   | Wuhan Three Towns    | 25        |
| Shanghai Port        | 28   | Shanghai Shenhua     | 24        |
| Shanghai Shenhua     | 28   | Chengdu Rongcheng    | 23        |
| Beijing Guoan        | 28   | Beijing Guoan        | 23        |
| Henan                | 27   | Tianjin Jinmen Tiger | 23        |
| Wuhan Three Towns    | 26   | Shandong Taishan     | 20        |
| Tianjin Jinmen Tiger | 25   | Changchun Yatai      | 16        |
| Meizhou Hakka        | 24   | Nantong              | 14        |
| Qingdao Hainiu       | 24   | Cangzhou             | 12        |
| Changchun Yatai      | 23   | Meizhou Hakka        | 10        |
| Cangzhou             | 19   | Henan                | 9         |
| Dalian Pro           | 16   | Qingdao Hainiu       | 4         |
| Shenzhen             | 10   | Dalian Pro           | 4         |
| Nantong              | 8    | Shenzhen             | 2         |

#### Primati stagionali
Squadre
Partite

### Individuali

#### Classifica marcatori
| Gol | Rigori |  | Giocatore         | Squadra                                |
| --- | ------ |  | ----------------- | -------------------------------------- |
| 19  | 1      |  | Leonardo          | Changchun Yatai (10), Zhejiang Pro (9) |
| 18  | 1      |  | Wu Lei            | Shanghai Port                          |
| 18  | 2      |  | Nyasha Mushekwi   | Zhejiang Pro                           |
| 15  | 2      |  | Nemanja Čović     | Henan                                  |
| 15  | 3      |  | Aziz              | Wuhan Three Towns                      |
| 13  | 4      |  | Felipe Silva      | Chengdu Rongcheng                      |
| 12  |        |  | Crysan            | Shandong                               |
| 11  | 4      |  | Cephas Malele     | Shanghai Shenhua                       |
| 11  | 1      |  | Marouane Fellaini | Shandong                               |
| 10  | 1      |  | Fábio Abreu       | Beijing Guoan                          |
| 10  | 1      |  | Tan Long          | Changchun Yatai                        |
| 10  | 3      |  | Robert Berič      | Tianjin Jinmen Tiger                   |
| 9   | 2      |  | Oscar             | Shanghai Port                          |

#### MVP del mese
Di seguito i vincitori.
| Mese      | Giocatore         | Squadra           |
| --------- | ----------------- | ----------------- |
| Aprile    | Yan Xiangchuang   | Dalian Pro        |
| Maggio    | Rômulo            | Chengdu Rongcheng |
| Giugno    | Nemanja Čović     | Henan             |
| Luglio    | Wu Lei            | Shanghai Port     |
| Agosto    | Fábio Abreu       | Beijing Guoan     |
| Settembre | Marouane Fellaini | Shandong          |
| Ottobre   | Felipe Silva      | Chengdu Rongcheng |

#### MVC del mese
Di seguito i vincitori.
| Mese      | Allenatore     | Squadra           |
| --------- | -------------- | ----------------- |
| Aprile    | Wu Jingui      | Shanghai Shenhua  |
| Maggio    | Seo Jung-won   | Chengdu Rongcheng |
| Giugno    | Choi Kang-hee  | Shandong          |
| Luglio    | Choi Kang-hee  | Shandong          |
| Agosto    | Ricardo Soares | Beijing Guoan     |
| Settembre | Jordi Vinyals  | Zhejiang          |
| Ottobre   | Seo Jung-won   | Chengdu Rongcheng |